# Coccophagus lucidus
Coccophagus lucidus är en stekelart som beskrevs av Hajime Ishihara 1977. Coccophagus lucidus ingår i släktet Coccophagus och familjen växtlussteklar. Inga underarter finns listade i Catalogue of Life.